# Sylvie Tabesse

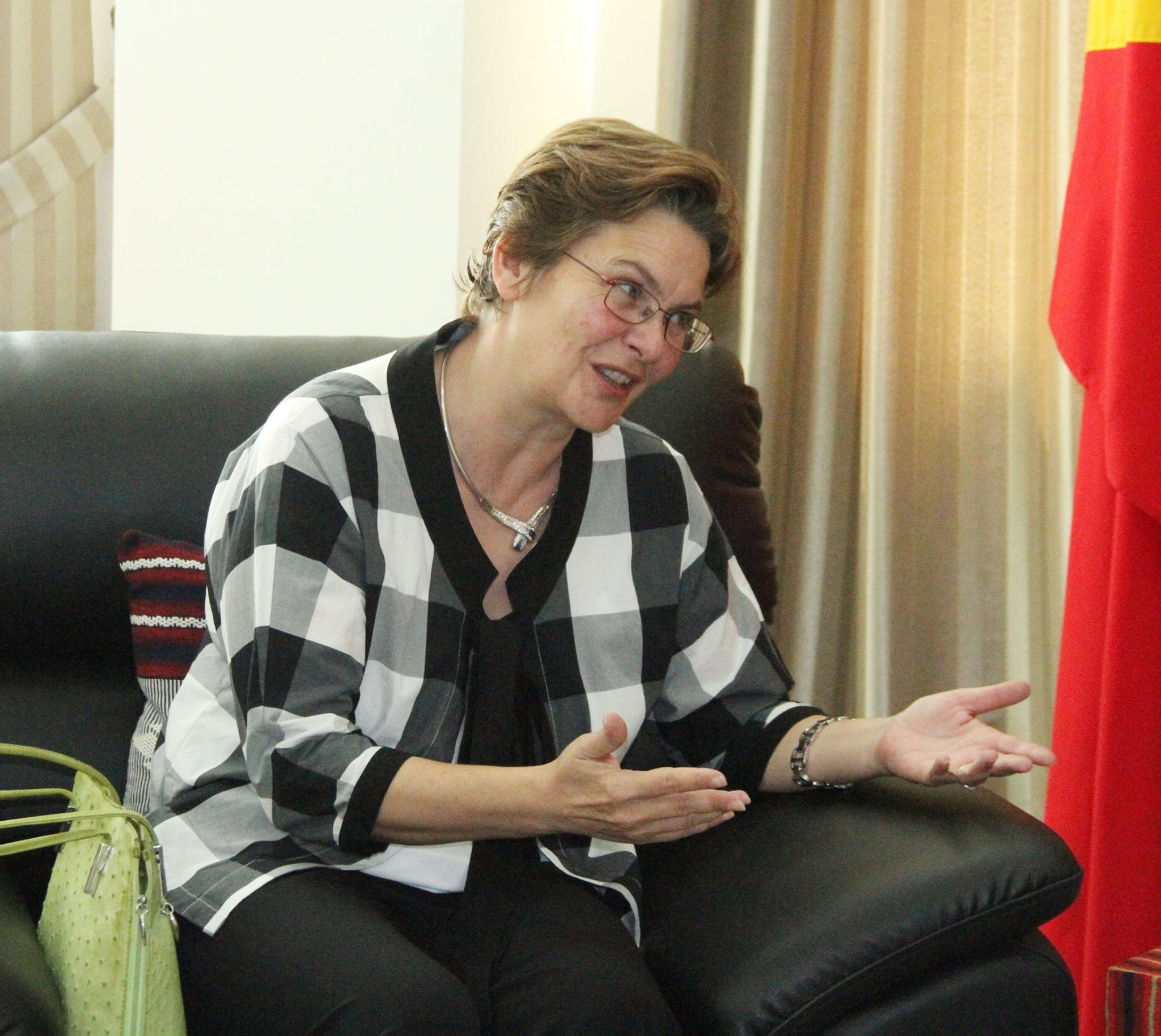
Sylvie Tabesse (2016)

Sylvie Catherine Tabesse (* 5. Dezember 1964) ist eine französische Diplomatin.

## Werdegang
Von 1982 bis 1986 studierte Tabesse an der Université Paris 1 Panthéon-Sorbonne. Einen weiteren Abschluss erwarb sie an der Universität Panthéon-Assas von 1986 bis 1987.
Tabesse wurde Diplomatin im Dienste der Europäischen Union. In Mosambik war sie Head of operations, bevor sie am 27. September 2012 ihre Akkreditierung als Botschafterin der Europäischen Union in Osttimor an Staatspräsident Taur Matan Ruak überreichte. Außerdem war sie die dortige Delegationsleiterin der Europäischen Union. Am 15. Juli 2016 wurde sie in ihren Funktionen in Osttimor verabschiedet. Ihr folgte Alexandre Leitão.
Von September 2019 bis August 2022 war Tabesse Botschafterin der EU in Haiti. Anschließend wurde sie Botschafterin der EU in Dschibuti und gegenüber der Intergovernmental Authority on Development.